# Medna (vinska sorta)
Medna odnosno Medna bijela, bila medna (Vitis vinifera L.)  je hrvatska autohtona sorta bijelog vina. Kako i kada je nastala nije utvrđeno, ali je izvjesno da je u Hrvatskoj uzgajana od davnina u vrgoračkom kraju, vinogradarska podregija Dalmatinska zagora. Vino Medne je izraženih kiseline i skladno. Odlika mu je naročito fini miris. Autohtoni je kultivar vrgoračkog vinogorja. U nekim mjestima poluotoka Pelješca javlja se pod sinonimima bumba i rizavac te Dubrovačkom primorju buboj i bumba, što temelji razumnu pretpostavku da se zacijelo nekad i ondje uzgajala. U literaturi je spominje samo Bulić (1949.) u Dalmatinskoj ampelografiji.
Preporučeni je kultivar vinove loze po Pravilniku o Nacionalnoj listi priznatih kultivara vinove loze Republike Hrvatske za podregiju Dalmatinska zagora.
Pripada ekološko zemljopisnoj skupini Proles Pontica, Negr., Subproles balcanica. Spada u sorte srednjeg KRR. Vegetacijska je perioda 237 dana. 164 dana treba od početka vegetacije do pune tehnološke zrelosti. Oplodnja je redovita i normalna. Prosječno abortiranje po trsu je 16,0 posto. Koficijent relativne rodnosti je 0,78, koeficijent apsolutne rodnosti je 1,13. Prosječna težina grozda je 336 grama, a prosječni prirod po trsu 3,31 kilogram. Dozrijeva u III. razdoblju pa spada među kasne sorte. Mehaničke analize grozda i bobice su u optimalnim granicama za vinske sorte. Slador u moštu koncentriran je u rasponu od 15,9 posto do 17,8 posto, a ukupna kiselost od 5,8 do 6,7 g/l. Vino je svijetlo zelenkasto - žućkaste boje (boje meda), ugodno kiselkasto, suho s koncentracijom alkohola oko 10,5 volumnih postotaka i ukupne kiselosti iznad 6 g/l, ekstrakta više od 17 g/l, harmonično je, zaobljeno i puno, s ugodnom i naglašenom aromom sorte. Najveći prirod po trsu je od 3,97 kg ili 257,81 dt po hektaru. Postiže ga se kod opterećenja od 24 pupa s mješovitim rezom, ali sa statistički opravdano najnižom kakvoćom vina. Najmanji prirod po trsu je u prosjeku 2,39 kg ili 155,21 dt po hektaru. Tad se postiže statistički opravdano najviša kakvoća vina. Takav prirod je kod opterećenja od 8 pupova po trsu s kratkim rezom.
Grozd je velik, zbijena zrna. Zrna su oblika piramide ili okrugla. Trs je dosta bujan, dugačka je mladica i članci. List je velik i gotovo okrugao, cijeli ili trodijelan. Urezi na listu su plitki. Sorta ne voli tanko i siromašno tlo, nego vlažno, pa ju se sadi na uzvodama, mjestima gdje se voda prirodnim putem slijeva i nakuplja. Grožđe je slatko, premda je velike rodnosti.